# Bianco Gambini
Spartaco Bianco Gambini (ur. 18 lipca 1893 w São Paulo – zm. 18 czerwca 1966 tamże) – piłkarz brazylijski znany jako Bianco lub Bianco Gambini, obrońca.
Jako piłkarz klubu Palestra Itália wziął udział w turnieju Copa América 1919, gdzie Brazylia zdobyła mistrzostwo Ameryki Południowej. Bianco zagrał we wszystkich czterech meczach – z Chile, Argentyną i dwóch decydujących o mistrzowskim tytule pojedynkach z Urugwajem.
Bianco w reprezentacji Brazylii grał tylko w 1919 roku – rozegrał 5 meczów, w tym 4 w zwycięskim turnieju oraz mecz okolicznościowy z Argentyną dla upamiętnienia tragicznej śmierci urugwajskiego bramkarza Roberto Chery'ego.